# Anatol Potok
Natan Sergjusz Anatol Potok, manchmal auch falsch aus dem Russischen transkribiert zu Anatol Potock, in Israel אנטול פוטוק (geboren am 1. Mai 1892 in Będzin, Russland, heute Polen; gestorben am 16. Oktober 1986 in Israel), war ein russisch-polnischstämmiger  Stummfilmschauspieler, Filmproduzent, Produktionsleiter beim deutschen und österreichischen Film und (im Exil) ein Im- und Exportkaufmann.

## Leben und Wirken
Über Potoks Herkunft und Werdegang ist fast nichts bekannt. Sein Geburtsort lag im damals zaristischen Russland, die ersten Jahre nach dem Ersten Weltkrieg muss er sich wohl im wiedererstandenen Polen aufgehalten haben, da dort 1922 seine Tochter, die spätere Helen Loewy, geboren wurde. Wenig später zog die Familie nach Deutschland um. Am 19. April 1924 wurde Potok  weiterer Geschäftsführer und ab 1927 auch Gesellschafter der Lothar Stark GmbH in Berlin. Im Dezember 1925 gründete er zusammen mit Lothar Stark und Gustav Schwab die Alga Filmproduktions- und Vertriebs-Gesellschaft mbH. Der Firmenname ergab sich aus den Anfangsbuchstaben der Vornamen: Anatol-Lothar-Gustav. Doch nach nur fünf Monaten stiegen Potok und Stark aus der Firma aus (Gesellschafterbeschluss vom 22. April 1926). 1927 trat Anatol Potok als Darsteller in dem Filmdrama Die weiße Sklavin auf. Als sich in Deutschland der Tonfilm durchsetzte, zog sich Lothar Stark aus der Filmproduktion zurück und verkaufte seinen Firmenanteil an Potok. Als Starks Nachfolger war Potok von 1930 bis 1932 Geschäftsführer der Firma und organisierte die Herstellung von deutschen Tonfilmen und den entsprechenden französischen Sprachversionen.
Die Machtergreifung durch die Nationalsozialisten bedeutete 1933 das berufliche Aus des Juden Potok in Deutschland. Infolgedessen floh die Familie nach Frankreich, wo Helen Potok in Paris zur Schule ging. 1935 ging Potok nach Österreich, wo er in Wien mit Ernst Neubach die Cine Central Filmgesellschaft mbH gründete. Nach nur zwei Spielfilmen ging die Firma 1936 in Konkurs. Noch im gleichen Jahr wanderte Potoks Familie in das damalige britische Mandatsgebiet Palästina aus. Über Potoks Leben im Exil ist nur recht wenig bekannt. Die Familie lebte zunächst in Tel Aviv. Nachzuweisen ist ab Juni 1944 Potoks Teilhaberschaft als gleichberechtigter Partner eines gewissen Max Harari an einer Im- und Exportfirma („Foreign Trade Company“) sowie Potoks Einbürgerung 1947. 1952 reiste er in die USA ein und lebte dort in New York City. Was er dort tat, ist derzeit unbekannt. 1959 stellte er in Berlin Anträge auf Wiedergutmachung, in denen es um Bankguthaben, Wertpapiere, Edelmetallbestände, Umzugsgut und ähnliches ging. Offensichtlich kehrte Anatol Potok, nunmehr mit einer US-amerikanischen Staatsbürgerschaft im Gepäck, später nach Israel zurück und verbrachte dort seinen Lebensabend. Beerdigt wurde er auf dem Friedhof von Kfar Shmaryahu.

## Filmografie
als Filmproduzent oder Produktionsleiter, wenn nicht anders angegeben
- 1927: Die weiße Sklavin (nur Schauspieler)
- 1930: Nur am Rhein
- 1930: Die Marquise von Pompadour
- 1930: Der Weg nach Rio
- 1931: Der wahre Jakob
- 1931: Der ungetreue Eckehart
- 1932: Die grausame Freundin
- 1932: Scampolo, ein Kind der Straße
- 1932: Madame wünscht keine Kinder
- 1935: Vorstadtvarieté
- 1935: Ein Walzer um den Stephansturm (Sylvia und ihr Chauffeur)